# Chèze
Chèze ist eine französische Gemeinde mit 49 Einwohnern (Stand 1. Januar 2022) im Département Hautes-Pyrénées in der Region Okzitanien. Sie gehört zum Arrondissement Argelès-Gazost und zum Kanton La Vallée des Gaves.

## Geographie
Die Gemeinde liegt in den Pyrenäen, in der Landschaft Pays Toy der historischen Provinz Bigorre, rund 20 Kilometer südlich von Lourdes. Nachbargemeinden sind: 
- Villelongue im Norden,
- Viey im Osten,
- Saligos im Süden,
- Viscos im Westen sowie
- Cauterets im Nordwesten.

Der Ort liegt auf einer Anhöhe über dem Tal des Flusses Gave de Pau (auch: Gave de Gavarnie). Er wird von der
Départementsstraße D12 versorgt, die in mehreren Kehren zum Ort hinauf führt. Im Talgrund verläuft die D921 und bedient den überregionalen Verkehr.

## Bevölkerungsentwicklung
| Jahr      | 1968 | 1975 | 1982 | 1990 | 1999 | 2006 | 2016 |
| Einwohner | 53   | 56   | 57   | 47   | 46   | 45   |      |

## Sehenswürdigkeiten
- Taubenhaus aus dem 18. Jahrhundert – Monument historique[1]
- Steinkreuz auf Quellfassung, datiert aus dem Jahr 1113